# Geschäftshaus Schloßstraße 32/34
Das Geschäftshaus Schloßstraße 32/34, das sogenannte Puppenhaus, in Schwerin, Stadtteil Altstadt, Schloßstraße 32/34, Ecke Mecklenburgstraße, ist ein Baudenkmal in Schwerin.
Heute (2020) ist hier u. a. der Sitz einer Filiale der Commerzbank.

## Geschichte

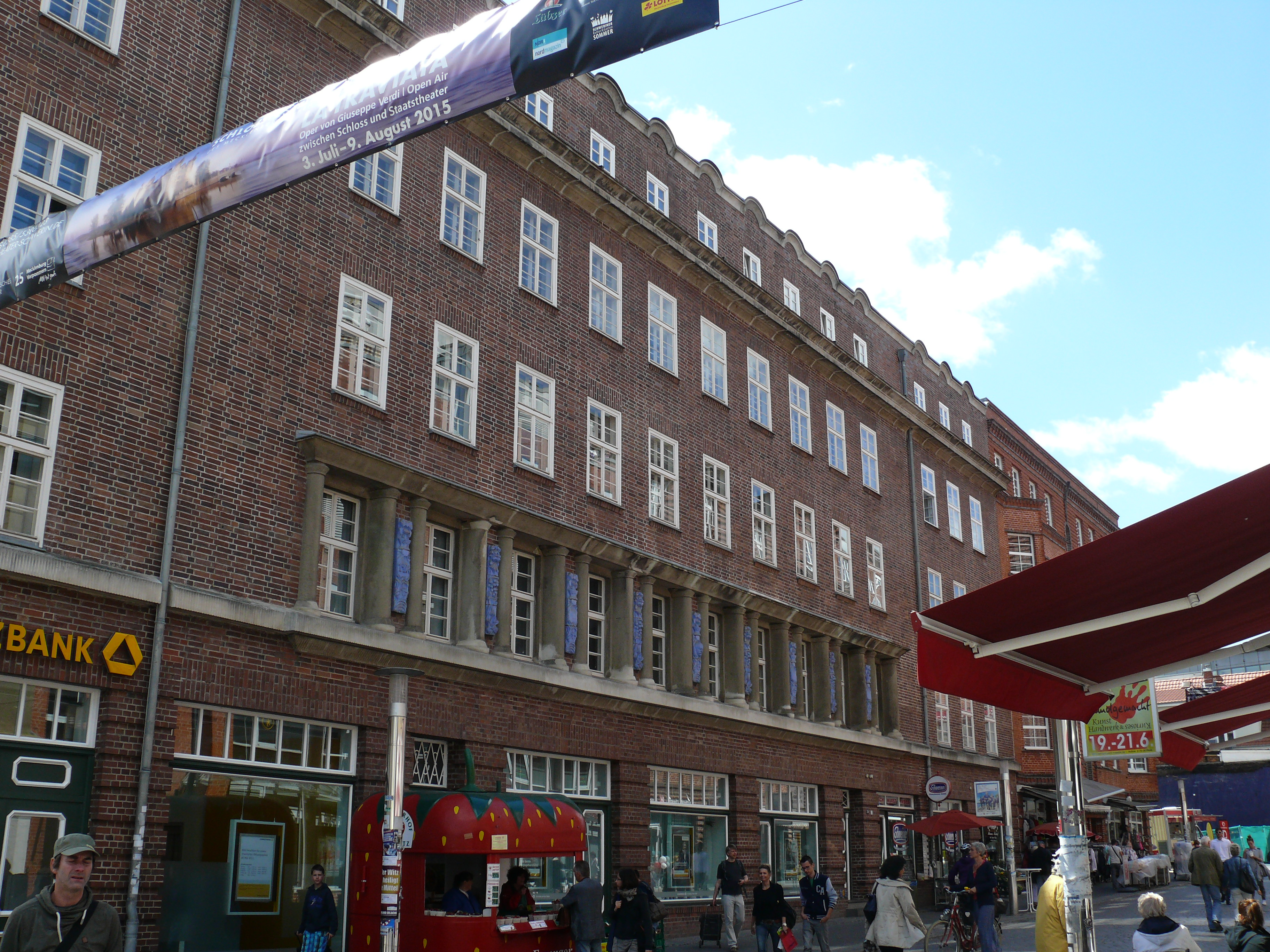
Seitenansicht

Das fünfgeschossige 14-achsige verklinkerte Eckgebäude von 1928 nach Plänen von Paul Nehls ist im Stil des Expressionismus gebaut worden. Prägend ist die Fassade mit den neun und fünf Skulpturen aus blau-glasierter Terrakotta; die von dorischen Säulen eingerahmten Reliefs im 1. OG stammen vom österreichischen Bildhauer Maximilian Preibisch. Die Frauenfiguren wurden im Volksmund als Puppen bezeichnet. Preibisch wirkte von 1917 bis 1940 in Boizenburg/Elbe. Das schlichte, etwas expressionistische Bauwerk hat eine betont ausladende Traufe über dem 4. OG und ein Gesims mit runden Bögen über den Fenstern des 5. OG.
Nach Abbruch zweier Fachwerkhäuser an der Mecklenburgstraße begann mit diesem Bau der Durchbruch der Schloßstraße zum Marienplatz. Dabei verschwanden 1929/31 weitere Häuser wie die ehemalige Militärbäckerei.
In dem Gebäude waren und sind Wohnungen und Geschäfte sowie zeitweise eine Wettannahmestelle, die Ausstellung Honig und ein Laden für Damenwäsche. Seit 1996 befindet sich hier eine Filiale der Commerzbank.
In Schwerin gibt es nur wenige weitere Gebäude dieser Stilrichtung, z. B. das Geschäftshaus Mecklenburgstraße Ecke Geschwister-Scholl-Straße von Hans Stoffers, das ehemalige Handelshaus Thams & Garfs (Helenenstraße 3) von Erich Bentrup, das Gebäude Schloßstraße 39 (Sparkasse in Schwerin), das Capitol (Wismarsche Straße 123) von Erich Bentrup und Hellmuth Ehrich, verschiedene Wohnhäuser am Obotritenring und der Güstrower Straße 19 sowie der Hamann-Bau der Werderklinik.